# Saula
Saula är en ort i Estland. Den ligger i Kose kommun och landskapet Harjumaa, i den centrala delen av landet, 30 km sydost om huvudstaden Tallinn. Saula ligger 62 meter över havet och antalet invånare är 103.
Terrängen runt Saula är mycket platt, och sluttar norrut. Runt Saula är det glesbefolkat, med 17 invånare per kvadratkilometer. Närmaste större samhälle är Kohila, 15,7 km väster om Saula. I omgivningarna runt Saula växer i huvudsak blandskog.